# Holzwipper
Holzwipper ist ein Ortsteil der Gemeinde Marienheide im Oberbergischen Kreis in Nordrhein-Westfalen.

## Lage und Beschreibung
Der Ort liegt an der Landstraße 306, 5,6 km  vom Gemeindezentrum entfernt.

## Geschichte

### Erstnennung
Im Jahr 1542 wurde der Ort das erste Mal urkundlich erwähnt: „Daem zu HoltWypper und Tryn zu HoltWipp sind genannt in der Türkensteuerliste.“
Die Schreibweise der Erstnennung war „HoltWypper/HoltWipp“.

## Freizeit

### Vereinswesen
- Freizeitzentrum des Antiochia e. V. Meinerzhagen

## Wander- und Radwege
Folgender Marienheider Ortswanderwege durchqueren Holzwipper:
| Rund-/Wanderweg | Wegzeichen | Wegstrecke                                                        | Weglänge |
| Rundwanderweg   | A5         | Holzwipper – Gervershagen – Bruchertalsperre – Holzwipper         | 5,3 km   |
| Rundwanderweg   | A6         | Holzwipper – Bruchertalsperre – Holzwipper                        | 4,6 km   |
| Rundwanderweg   | W          | Holzwipper – Börlinghausen – nordwestlich Dannenberg – Holzwipper | 4,7 km   |

## Bus und Bahnverbindungen

### Linienbus
Haltestelle: Holzwipper
- 320 Richtung Marienheide – Meinerzhagen
- 399 Richtung Ortslinienverkehr Marienheide

Früher gab es hier einen Haltepunkt an der Volmetalbahn.